# Andreas Poliza
Andreas Poliza (* 3. November 1960 in Hamburg-Eppendorf) ist ein deutscher Unternehmer und ehemaliger Schauspieler.

## Wirken
Andreas Poliza stand bereits als Zehnjähriger vor der Kamera. In der Verfilmung der Deutschstunde nach Siegfried Lenz hatte er 1971 seine erste Hauptrolle. Gemeinsam mit seinem Bruder Michael wirkte er in den Fernsehserien Das Kurheim und Unsere heile Welt mit.
Ende der 1980er Jahre gründete Poliza seine erste Software-Firma. Es folgten weitere Unternehmensgründungen in den Bereichen Entertainment und E-Commerce.
Andreas Poliza lebt in Hamburg.

## Filmografie (Auswahl)
- 1971: Deutschstunde (Fernsehfilm)
- 1972: Unsere heile Welt (Fernsehserie, 7 Folgen)
- 1972: Das Kurheim (Fernsehserie, 1 Folge)
- 1972–1973: Die Melchiors (Fernsehserie, 26 Folgen)
- 1973: Polizeistation (Fernsehserie, 1 Folge)
- 1973: Das gefährliche Leben (Fernsehfilm)